# STRAWBERRY-FIELDS
ストロベリーフィールズ（英文表記：STRAWBERRY FIELDS）は、株式会社シュガー・マトリックスが運営するファッションブランド。

## ブランドコンセプト
ブランド名の由来
ビートルズ好きの社長が、1967年2月にビートルズが発表した14枚目のオリジナル・シングル曲であるストロベリー・フィールズ・フォーエバーから付けた名前がブランド名の由来である。
ブランドロゴ
正式なブランドロゴでは「Strawberry」と「Fields」の間に-（ハイフン）が入り全て大文字の表記になり『STRAWBERRY-FIELDS』が正式なブランドロゴの表記になっている。

## 沿革
- 1980年1月、株式会社シュガー、東京都渋谷区鶯谷町に設立[1]。
- 1986年12月、東京都渋谷区恵比寿に商品管理センター及びアトリエを設立。
- 1992年1月、ブランド『STRAWBERRY-FIELDS（ストロベリーフィールズ）』を発表[2]。
- 1998年1月、ライセンスビジネスとしてSTRAWBERRY-FIELDSブランドの靴を全国展開。
- 1999年1月、ピクニックカンパニー発表。
- 1999年11月、社名を株式会社シュガー・マトリックスに変更。
- 2002年1月、ストッキングのライセンス事業に進出。
- 2006年9月、新ブランド『UNIVERVAL MUSE（ユニバーバルミューズ）』を発表。
- 2010年1月、会社設立30周年。
- 2012年1月、ブランド『STRAWBERRY-FIELDS（ストロベリーフィールズ）』ブランド設立20周年。
- 2013年4月、東京都渋谷区恵比寿に新社屋、新ショールームを設立。
- 2014年11月、玉川髙島屋ショッピングセンター開業45周年リニューアルに伴い『STRAWBERRY-FIELDS』が新形態『イチエ ストロベリーフィールズ（ICHIE strawberry-fields）』を展開[3][4]。
- 2015年10月、オフィシャルFacebookページ、オフィシャルinstagramページ開設[5]。

## テレビ
- ドスペ2「テレ・キャン・平山美春の攻め☆カワ女子大生ファッション」[6]（テレビ朝日、2009年3月1日）
- たけしのニッポンのミカタ!「～自由を捨てれば幸せになれる!?～」（テレビ東京、2012年3月23日）
- スッキリ!!「ドン小西の東京ソラマチでファッションチェック」（日本テレビ、2012年8月3日）
- やじうまテレビ!「～マルごと生活情報局～」（テレビ朝日、2013年8月13日）
- グッド！モーニング「エンタメEXpress」 （テレビ朝日、2013年11月12日、2014年9月2日～4日、11月21日、12月26日、12月29日、12月31日、3月4日、4月3日[7]）
- にじいろジーン「にじいろミラクルチェンジ」（フジテレビ、関西テレビ放送、2015年1月24日、4月11日[8]）
- にじいろジーン「にじいろミラクルチェンジ・今秋の最新ファッションで海女さんの嫁＆姑が大変身！」（フジテレビ、関西テレビ放送、2015年9月26日[9]）
- グッド！モーニング「きょうのOggiスタイル」 （テレビ朝日、2015年10月17日、11月20日、2016年2月8日[10]）

## 雑誌・書籍

### タイアップ記事・連載
- 月刊・AneCan「今月のストフィー買い」（小学館、2013年4月号-連載中）
- 月刊・BAILA「BAILA×STRAWBERRY FIELDS」（集英社、2015年11月12日-連載中）
- 月刊・CanCam「まいまい（元乃木坂46・深川麻衣）meets UNIVARVAL MUSE」（小学館、2015年12月22日-連載中）

### タイアップ記事
- 月刊・and GIRL（M-ON! Entertainment、2016年4月12日）
- 月刊・and GIRL STRAWBERRY FIELDS特集・宮田聡子 Pick Up Item（M-ON! Entertainment、2017年4月12日）

## WEB
- ZOZOTOWN
  - STRAWBERRY-FIELDS
- FASHION PRESS
  - ファッションブランド ストロベリーフィールズ
- BLAND WALKER
  - STRAWBERRY-FIELDSの店舗一覧
- ブランタス
  - STRAWBERRY-FIELDS ブランド情報
- ファッションコレクト（Fashion Collect）
  - ストロベリーフィールズ（STRAWBERRY FIELDS）
- WEDDING　PARK
  - お呼ばれ結婚式で着たいワンピース♪人気のブランドまとめ
- MAGASEEK
  - STRAWBERRY-FIELDS（ストロベリーフィールズ）
- ファッションガイドJP
  - ストロベリーフィールズ（STRAWBERRY FIELDS）ガイド

## ブランドショップ
- 札幌パセオ店[11] （北海道札幌市北区北6条西3丁目2-1 パセオ B1F）
- S-PAL仙台店[12] （宮城県仙台市青葉区中央1-1-1 エスパル仙台）
- 大宮ルミネ店 （埼玉県さいたま市大宮区錦町630 大宮ルミネ2 3F）
- 船橋東武店 （千葉県船橋市本町7-1-1 船橋東武1F 一番地）
- 有楽町マルイ店 douce STRAWBERRY FIELDS （東京都千代田区有楽町2-7-1 4F）
- 北千住ルミネ店 douce STRAWBERRY FIELDS （東京都足立区千住旭町42-2 北千住ルミネ 4F）
- 荻窪ルミネ店 douce STRAWBERRY FIELDS （東京都杉並区上荻1-7-1 荻窪ルミネ 2F）
- 大丸東京店 （東京都千代田区丸の内1-9-1 大丸東京店5F）
- 西銀座店[13] （東京都中央区銀座4-1先 西銀座本店 1F）
- 池袋東武店 （東京都豊島区西池袋1-1-25 池袋東武中央館 2F 6番地）
- 東京スカイツリータウン・ソラマチ店 （東京都墨田区押上1-1-2 東京ソラマチ 2F）
- 新宿マルイ店[14] （東京都新宿区新宿3-30-13 新宿マルイ本館 3F）
- アトレ恵比寿店 （東京都渋谷区恵比寿南1-5-5 アトレ恵比寿 4F）
- アトレ吉祥寺店 （東京都武蔵野市吉祥寺南町1-1-24 アトレ吉祥寺B1F）
- 立川ルミネ店 （東京都立川市曙町2-1-1 立川ルミネ 3F）
- グランデュオ立川店 （東京都立川市柴崎町3-2-1 グランデュオ立川 2F）
- アトレ川崎店 （神奈川県川崎市川崎区駅前本町226-1 アトレ川崎3F）
- unjourたまプラーザ店 （神奈川県横浜市青葉区美しが丘1-1-2 たまプラーザテラス ゲートプラザ2F）
- 横浜相鉄ジョイナス店 （神奈川県横浜市西区南幸1-5-1 横浜相鉄ジョイナス B1F）
- 豊田t-FACE店[15]  （愛知県豊田市若宮町1-57-1 T-FACE B館 2F）
- 名古屋松坂屋店 （愛知県名古屋市中区栄3-16-1 松坂屋本店 新南館 3F）
- セントラルパーク地下街店 （愛知県名古屋市中区錦3-15-13先 セントラルパーク地下街）
- 名古屋髙島屋店 （愛知県名古屋市中村区名駅1-1-4 ジェイアール名古屋タカシマヤ 4F）
- 京都ポルタ店 （京都府京都市下京区東塩小路町902 京都駅前地下街ポルタ）
- 松坂屋高槻店 （大阪府高槻市紺屋町2-1 松坂屋高槻店 2F）
- 阪急三番街店 （大阪府大阪市北区芝田1-1-3 阪急三番街）
- なんばCITY店[16] （大阪府大阪市中央区難波5-1-60 なんばCITY 本館 B1F）
- 天王寺ミオ店 （大阪府大阪市天王寺区悲田院町10-39 天王寺ミオ 本館1F）
- 京阪モール店[17] （大阪府大阪市都島区東野田町2-1-38 京阪モール 2F）
- ルクア大阪店 （大阪府大阪市北区梅田3-1-3 ルクア4F）
- 阪神百貨店 （大阪府大阪市北区梅田1-13-13 阪神百貨店3F）
- 三宮OPA店[18] （兵庫県神戸市中央区雲井通8-1-2 三宮OPA 2F）
- ピオレ姫路ヤング館店 （兵庫県姫路市豆腐町222 ピオレ姫路ヤング館 1F）
- 和歌山JOWA店 （和歌山県和歌山市友田町5-18 和歌山ターミナルビル 2F）
- 岡山一番街店[19]  （岡山県岡山市駅元町一番街地下2号）
- 天神地下街店 （福岡県福岡市中央区天神2丁目 地下一号080）
- アミュプラザ博多店[20] （福岡県福岡市博多区博多駅中央街1-1 アミュプラザ博多4F）
- アミュプラザおおいた店[21] （大分県大分市要町1-14 アミュプラザおおいた1F 116）
- 鹿児島アミュプラザ店 （鹿児島県鹿児島市中央町1-1 アミュプラザ鹿児島 2F）
- アミュプラザ長崎店 （長崎県長崎市尾上町1-1 アミュプラザ長崎1F）

## ブランド展開
ICHIE STRAWBERRY-FIELDS （イチエ　ストロベリーフィールズ）
- 展開店舗
  - 玉川高島屋店[22] 玉川髙島屋S.C南館3F
  - 神戸大丸店 神戸大丸3F

unjour STRAWBERRY-FIELDS （アンジュール　ストロベリーフィールズ）
- 展開店舗
  - 東京ソラマチ店 東京ソラマチ2F
  - たまプラーザ店 たまプラーザテラス ゲートプラザG2320

## 主な取引先
- パセオ (札幌市)
- エスパル
- ルミネ
- 東武百貨店
- 丸井
- 大丸
- パルコ
- 東京ソラマチ
- アトレ
- たまプラーザ
- 相鉄ジョイナス
- T-FACE
- 松坂屋
- 阪急百貨店
- なんばCITY
- 天王寺ミオ
- 京阪モール
- ルクア
- 阪神百貨店
- アミュプラザ